# Las Pilas, Jungapeo
Las Pilas är en ort i Mexiko.   Den ligger i kommunen Jungapeo och delstaten Michoacán de Ocampo, i den södra delen av landet, 140 km väster om huvudstaden Mexico City. Las Pilas ligger 1 711 meter över havet och antalet invånare är 174.
Terrängen runt Las Pilas är lite bergig. Runt Las Pilas är det tätbefolkat, med 257 invånare per kvadratkilometer. Närmaste större samhälle är Heróica Zitácuaro, 11,2 km öster om Las Pilas. I omgivningarna runt Las Pilas växer huvudsakligen savannskog.